# Castelnovo ne’ Monti
Castelnovo ne’ Monti (auf Emilianisch Castelnōv di Mûnt) ist eine Stadt mit 10.345 Einwohnern (Stand 31. Dezember 2023) in der italienischen Provinz Reggio Emilia in der Region Emilia-Romagna. Sie liegt 41 km südlich von Reggio nell’Emilia und 101 km westlich von Bologna.
Der Name leitet sich von Castrum novum (neue Burg), mit dem Zusatz in den Bergen, her.

## Geographie
Die Stadt ist der Hauptort des emilianischen Apennin. Er liegt am Fuß der Pietra di Bismantova (1047 m.s.l.m.), einem der markantesten Berge in den nördlichen Apenninen. Der Berg ist ein beliebtes Kletterziel mit schwierigen Kletterpfaden. Der Berg wird auch von Dante Alighieri in einem seiner Verse erwähnt.
Zur Gemeinde gehören die Ortsteile Costa de’ Grassi, Felina, Gatta, Garfagnolo und Gombio. Sie ist Mitglied der Comunità Montana dell’Appennino Reggiano.
Die Nachbarorte sind Busana, Carpineti, Casina, Canossa, Ramiseto, Vetto und Villa Minozzo.

### Verkehr
Castelnovo wird von der Strada Statale 63 del Valico del Cerreto, die von Aulla in der Toskana nach Reggio nell’Emilia führt, erschlossen.

## Bevölkerungsentwicklung
| Jahr      | 1861  | 1881  | 1901  | 1921  | 1936  | 1951  | 1971  | 1991  | 2001   |
| --------- | ----- | ----- | ----- | ----- | ----- | ----- | ----- | ----- | ------ |
| Einwohner | 6.180 | 7.206 | 7.324 | 8.477 | 9.414 | 9.677 | 8.909 | 9.635 | 10.046 |

Quelle: ISTAT

## Politik
Enrico Bini ist zum Bürgermeister für die Legislaturperiode 2019 bis 2024 gewählt.
Die Stadt ist Mitglied der Cittàslow, einer 1999 in Italien gegründeten Bewegung zur Entschleunigung und Erhöhung der Lebensqualität in Städten.

### Partnergemeinden
- Illingen (Württemberg) im Enzkreis in Baden-Württemberg
- Voreppe im französischen Département Isère (seit 1992)
- Kahla im Saale-Holzland-Kreis in Thüringen (seit Oktober 2021)

## Wirtschaft
Castelnovo war schon früh ein Zentrum des Handels zwischen der Tyrrhenischen Küstenregion und der Poebene. Die Wirtschaft wird weitgehend von Handel und Dienstleistungen geprägt. Der Ort ist Castelnovo gehört zur anerkannten Produktionsregion des Parmigiano Reggiano (DOP).

## Söhne und Töchter der Stadt
- Sergio Pignedoli (1910–1980), vatikanischer Diplomat und Kardinal
- Nicola Zanelli (1963–2025), General
- Paolo Casoli (* 1965), Motorradrennfahrer
- Paolo Tramezzani (* 1970), Fußballspieler und -trainer
- Giuliano Razzoli (* 1984), Skirennläufer